# 玉手山7号墳
玉手山7号墳（たまてやまななごうふん、後山古墳）は、大阪府柏原市旭ヶ丘にある古墳。形状は前方後円墳。玉手山古墳群を構成する古墳の1つ。史跡指定はされていない。

## 概要
| 古墳名 | 形状       | 墳丘長 |
| ------ | ---------- | ------ |
| 9号墳  | 前方後円墳 | 65m    |
| 3号墳  | 前方後円墳 | 96m    |
| 1号墳  | 前方後円墳 | 110m   |
| 7号墳  | 前方後円墳 | 110m   |

大阪府東部、大和川が生駒山地を抜けて石川と合流する手前、大和川左岸の玉手山丘陵の頂部に築造された大型前方後円墳である。丘陵上に分布する玉手山古墳群のうちでは最大級の古墳で、古墳群の大部分が開発で消滅したなかで現在まで墳丘を良好に遺存する。現在は後円部が玉手山公園内に、前方部が安福寺境内に属する。2001-2002年度（平成13-14年度）に発掘調査が実施されている。
墳形は前方部が短い前方後円形で、前方部を西方に向ける。墳丘は3段築成。墳丘表面では葺石・埴輪（円筒埴輪・朝顔形埴輪・家形埴輪）が認められる。埋葬施設は2基（第1主体・第2主体）で、後円部墳頂に構築される。第1主体は後円部中央に位置し、南北7メートル・東西約6-6.5メートルを測る大型の墓壙が認められる。東半部が大きく破壊を受けているため詳らかでないが、一説に石棺直葬と推定される。第2主体は第1主体の南西における追葬で、大型の粘土槨が完存するが、内部は未調査のため明らかでない。出土品としては埴輪のほか、副葬品の滑石製盒子・滑石製小型丸底壺（坩）・土師器直口壺がある。
この玉手山7号墳は、古墳時代前期後半の4世紀中頃の築造と推定される。玉手山古墳群は古市古墳群（古墳時代中期）が営まれる前の河内の有力首長墓群とされ、大型古墳の築造は前期前半の9号墳に始まって3号墳・1号墳と続き、7号墳で終えるという様相を示す。ヤマト王権の大王墓においても、古墳時代前期末頃に奈良盆地南東部（大和古墳群・柳本古墳群）から北部（佐紀古墳群）に移ることが認められており、玉手山古墳群の盛衰との対応が注目される。また柏原市域では、北東約1.6キロメートルの松岳山丘陵に7号墳とほぼ同時期の松岳山古墳（墳丘長約130メートル）の築造も知られるが、両古墳の様相が大きく異なる点でも注目される。

## 遺跡歴
- 17世紀頃、7号墳後円部に大坂夏の陣供養塔の建立[1]。
- 元禄13年（1700年）、尾張徳川家2代藩主の徳川光友死去（死後に7号墳前方部に墓所造営）。
- 1908年（明治41年）、旧玉手山遊園地の開園。7号墳後円部に遊具設置[1]。
- 1974年（昭和49年）、古墳上で盒子の蓋部の採集（現在は個人保管）[1]。
- 1980年（昭和55年）、古墳上で盒子の身部の採集（現在は関西大学保管）[1]。
- 2000年度（平成12年度）、測量調査[1]。
- 2001-2002年度（平成13-14年度）、発掘調査（大阪市立大学・柏原市教育委員会、2003年に概報刊行・2004年に報告書刊行）[1]。

## 墳丘
墳丘の規模は次の通り（2001-2002年度（平成13-14年度）の調査報告値）。
- 墳丘長：約110メートル
- 後円部 - 3段築成。
  - 直径：約70メートル
- 前方部 - 3段築成。
  - 長さ：約40メートル
  - 幅：約40メートル

墳丘長についてはかつて150メートルという数字が知られたが、近年の調査により上記の値に修正される。墳形は行燈山古墳（奈良県天理市）と相似形とされる。墳丘は基本的に地山整形で構築され、後円部と前方部の各段テラスはくびれ部付近でスロープ状に接続される。また現在では、前方部前端の基底石が墓地内で露出する。
現在の墳丘上では後円部に大坂夏の陣供養塔1基、前方部に尾張徳川家2代藩主の徳川光友墓所がある。大坂夏の陣供養塔は宝篋印塔で、同陣戦没者の供養として安福寺の珂憶上人による建立である。徳川光友墓所では徳川光友・同夫人・同子の宝篋印塔3基が建立されている。
なお、後円部のすぐ北側にはかつて6号墳（すべり台古墳、墳丘長70メートルの前方後円墳）が存在したが、1959年（昭和34年）の調査後に消滅している。

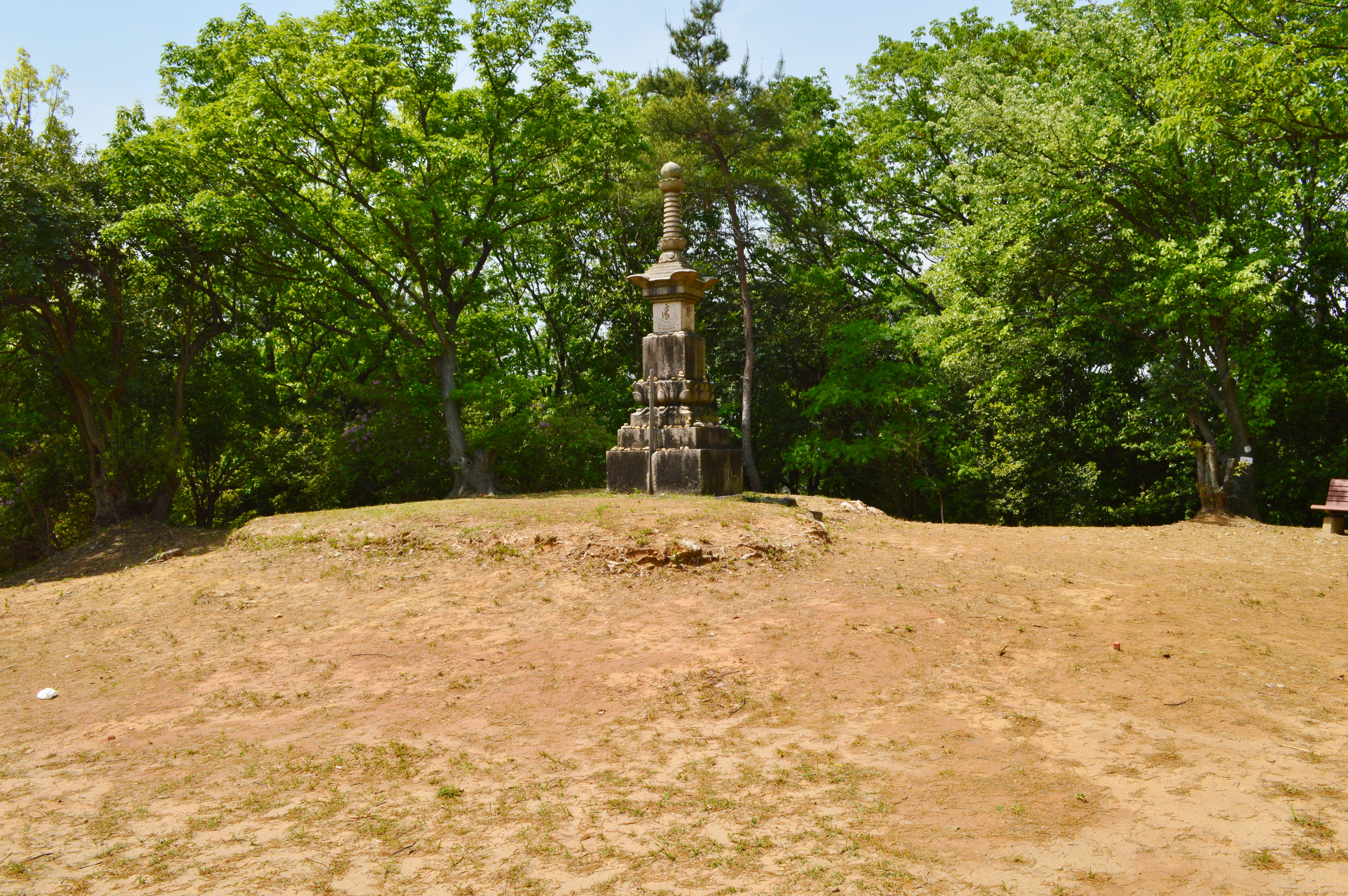
後円部墳頂 中央に大坂夏の陣供養塔。
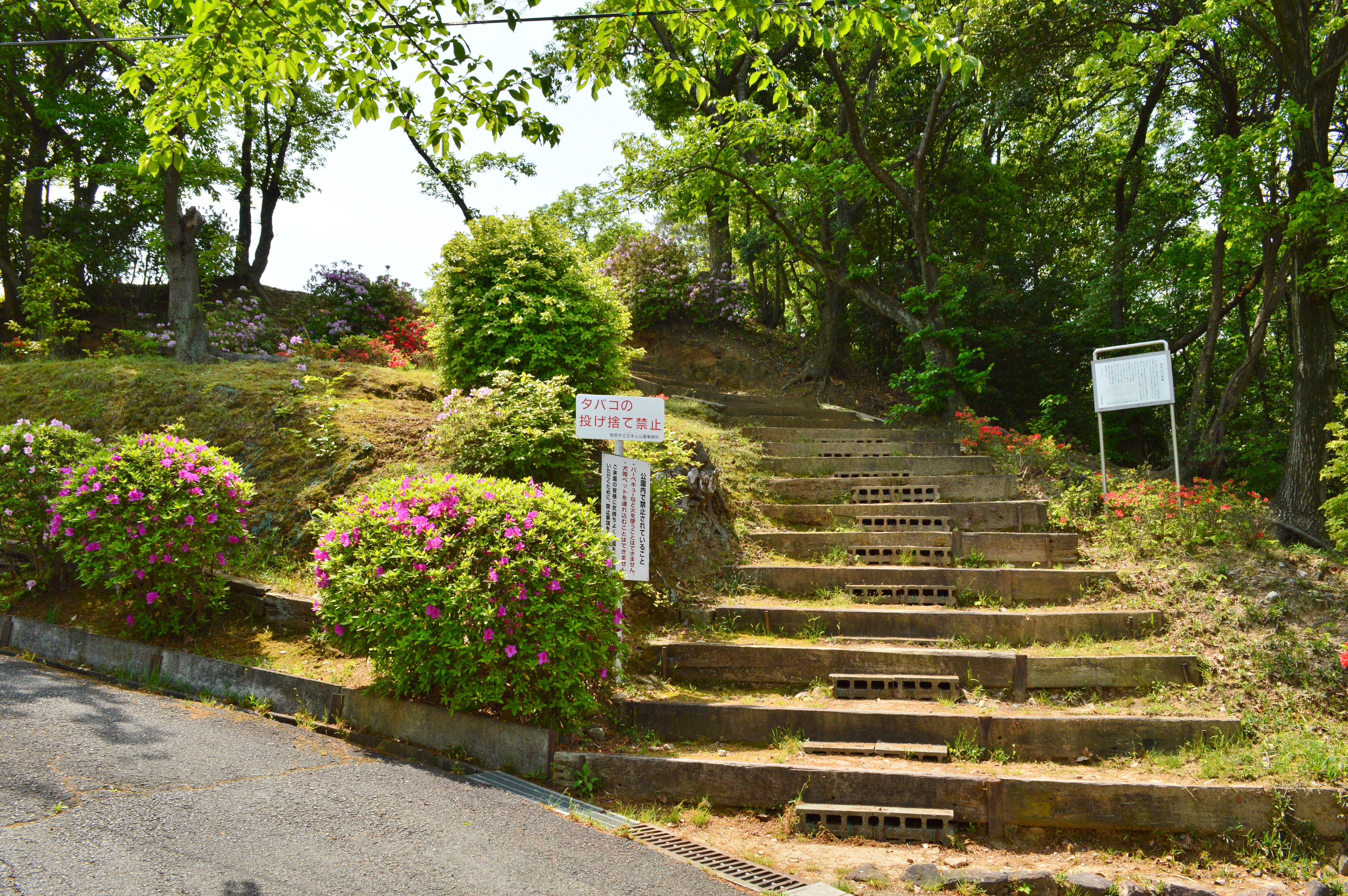
後円部入り口
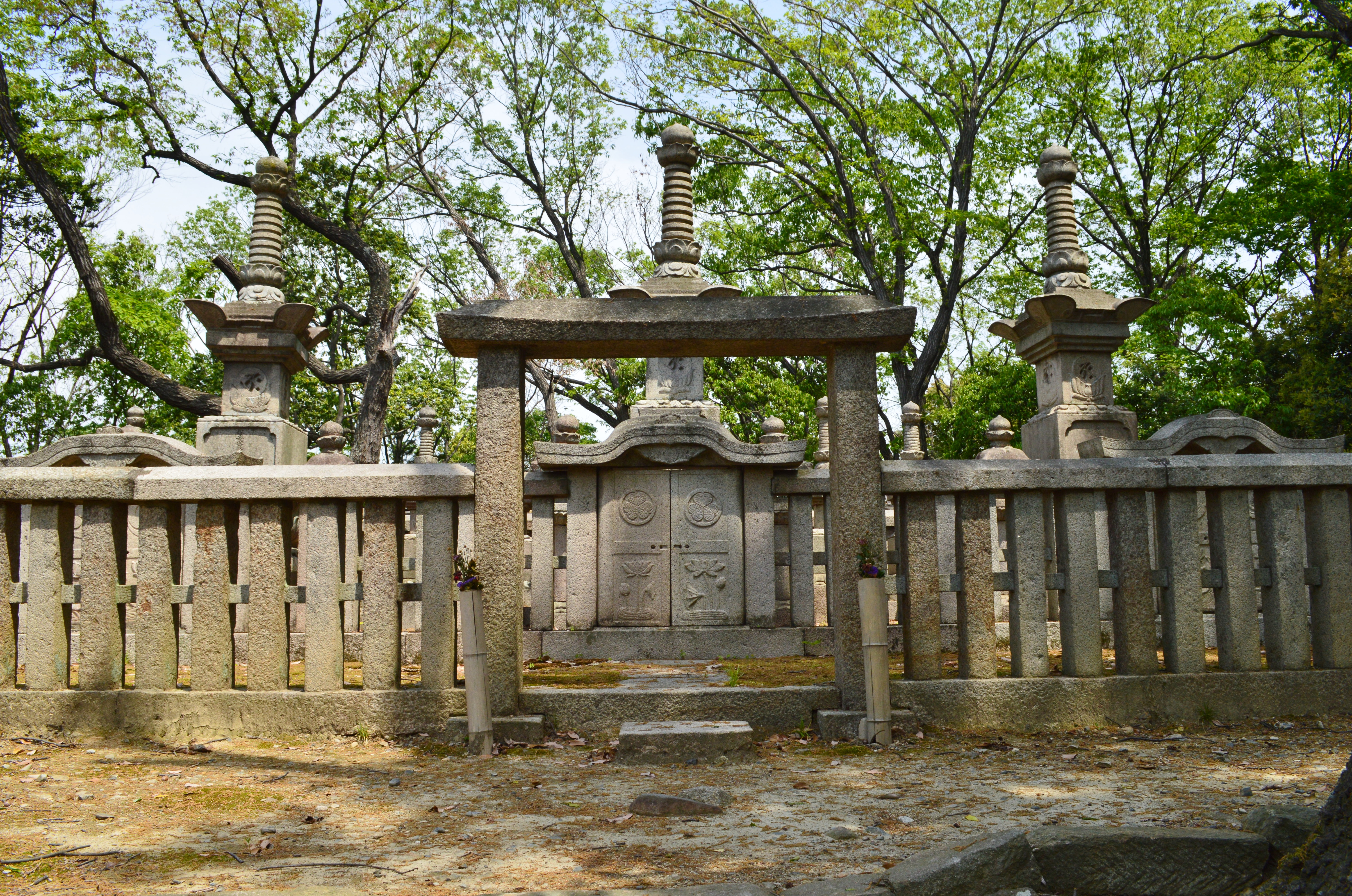
前方部の徳川光友墓所
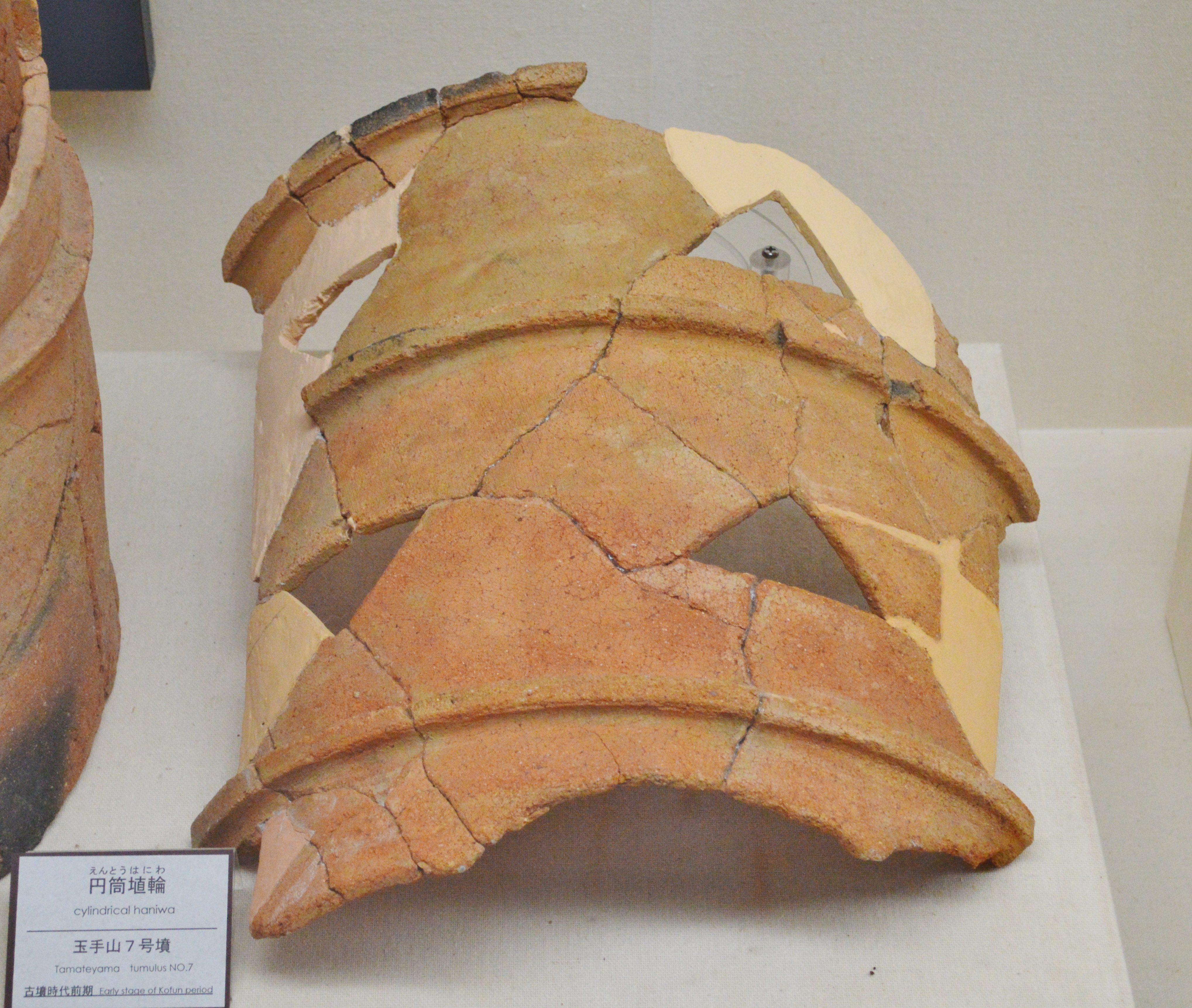
円筒埴輪 柏原市立歴史資料館展示。
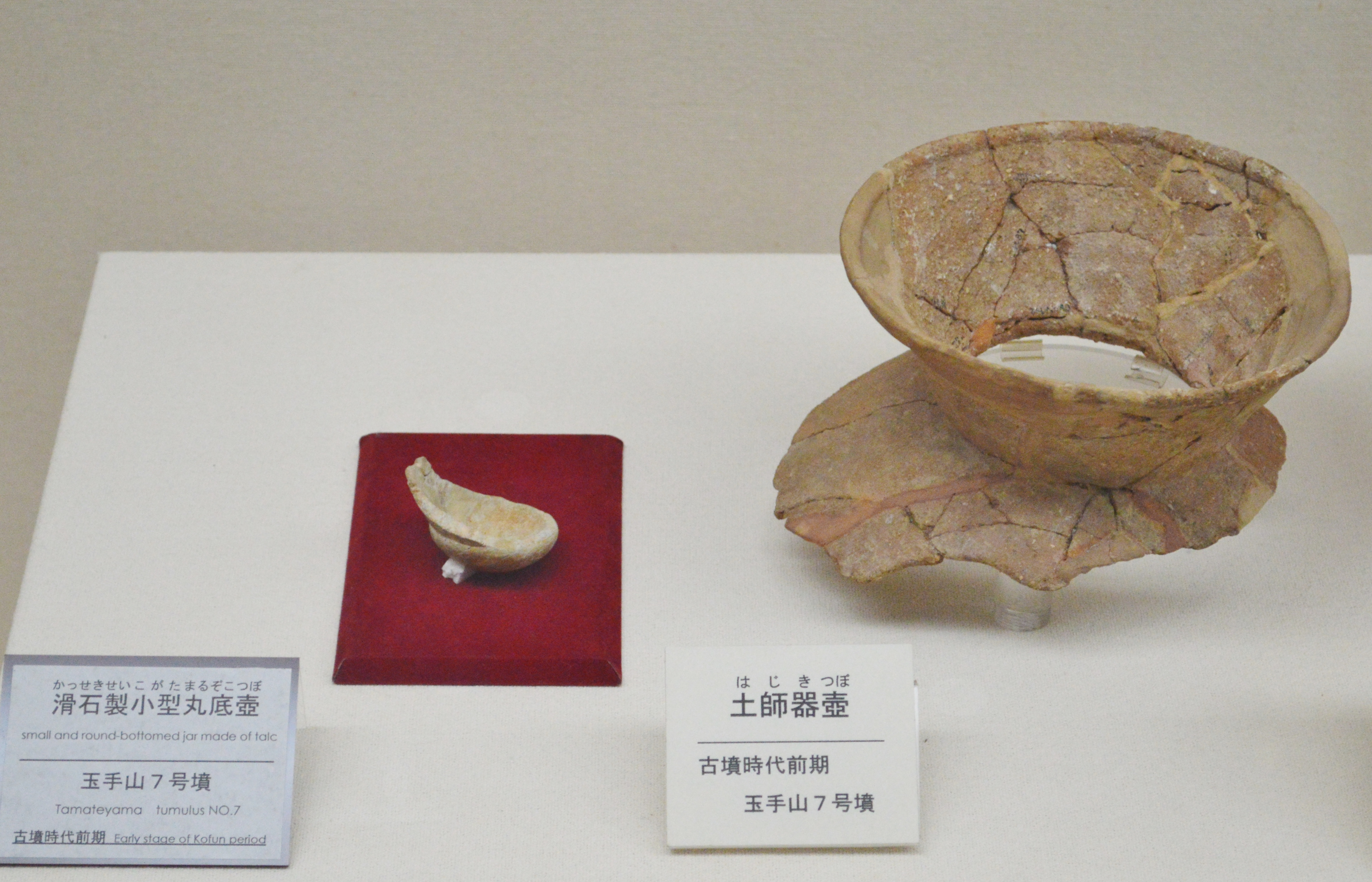
滑石製小型丸底壺・土師器壺 柏原市立歴史資料館展示。

## 関連施設
- 柏原市立歴史資料館（柏原市高井田） - 玉手山古墳群の出土品等を保管・展示。

## 関連文献
（記事執筆に使用していない関連文献）
- 『玉手山7号墳の研究（大阪市立大学考古学研究報告 第1冊）』大阪市立大学日本史研究室、2004年。